# ستانلي جورج براون
ستانلي جورج براون (بالإنجليزية: Stanley George Browne)‏ هو جراح نيجيري، ولد في 8 ديسمبر 1907 في New Cross ‏ في المملكة المتحدة، وتوفي في 20 يناير 1986.